# Proquinazid
Proquinazid (ISO-naam) is een fungicide. Het is ontwikkeld door DuPont en behoort tot een nieuwe groep van fungiciden, met name de chinazolinonen. Chinazolinonen zijn bicyclische verbindingen met een benzeenring en een pyrimidinonring die een binding gemeenschappelijk hebben.
Proquinazid kwam in 2005 op de markt. Het is bedoeld voor de bestrijding van echte meeldauw op granen (tegen Blumeria graminis) en druiven (tegen Uncinula necator). Merknamen van DuPont in Europa zijn Talius voor gebruik op granen en Talendo voor druiven. De precieze werkwijze van de stof is nog niet bekend.
In zuivere toestand is het een witte kristallijne vaste stof. Het wordt verkocht als een emulgeerbaar concentraat, dit is een geconcentreerde oplossing (200 g/L in een vetzuur-ester) die met water moet worden gemengd tot een emulsie om versproeid te worden. Calciumdodecylbenzeensulfonaat is daarbij de emulgator.

## Regelgeving
De Europese Commissie heeft proquinazid op 18 maart 2010 opgenomen in de lijst van toegelaten gewasbeschermingsmiddelen.

## Toxicologie en veiligheid
Proquinazid heeft een lage acute toxiciteit voor zoogdieren. Het is niet irriterend voor ogen of huid.
Bij proeven op ratten is gebleken dat de stof een kankerverwekkend potentieel heeft, maar dat wordt als weinig relevant beschouwd voor de mens.
De stof is niet schadelijk voor bijen of aardwormen, maar is wel zeer giftig voor waterorganismen.